# Fimo

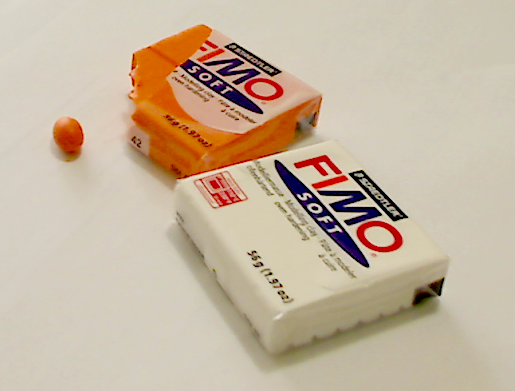

Fimo este numele unei mărci de argilă cu polimer, fabricată de compania germană Staedtler (STAEDTLER Mars GmbH & Co. KG).
Fimo se vinde peste tot prin lume. Marele rival American al companiei este Sculpey. Materialul vine (se gaseste) în culori diferite; exista multe finisaje din care se poate alege, și chiar și un balsam cu care să se utilizeze, deoarece poate fi greu de lucrut cu el.
Este folosit pentru crearea multor lucruri, incluzând bijuterii, accesorii, precum și mici brelocuri. Odată modelat,Fimo se pune într-un cuptor pentru 30 de minute la 110 C pentru a se intari. După ce s-a  copt, se poate tăia,vopsi,șlefui și  tăia subtire. 
Conform informațiilor de la Staedtler,Fimo conține policlorură de vinil (PVC).
Istorie
Fimo a fost în primă fază un compus de modelare plastic adus în atenția păpușarului german Kathe Kruse, la sfârșitul anilor 1930 ca un posibil înlocuitor pentru compușii din plastic care au fost limitați odată cu privatizarea de război.
Materialul nu era potrivit pentru fabricarea de păpuși, asa ca a materialul a ajuns pe mâna  fiicei sale Sophie Rehbinder-Kruse, care era cunoscută în familia cu numele de „Fifi”. 
Marca a fost ulterior vândută celor de la Eberhard Faber și este comercializată sub numele de „FIMO”.
Tehnici de folosire
Fimo împreună cu alte articole de argilă pot fii lucrate într-o varietate de tehnici.
Sculptarea
Fimo poate fii sculptat în moduri asemănătoare ca și alte materiale de modelat, cum ar fi ceramica, lutul, plastelina.
Sculpturile pot avea mărgele de sticlă și sârmă adăugată înainte de a fi introduse in cuptor pentru a oferi detalii suplimentare. 
Folia de aluminiu poate fi folosită pentru a sprijini suprafețe mari. 
De asemenea, se pot utiliza obiecte din sticlă acestea constituind baza pe care urmează să se aplice Fimo.
Marbling and color mixing
	DeoareceFimo este ambalat în blocuri colorate, culorile pot fi amestecate cât timp e moale, apoi băgat în cuptor.
Prin amestecarea a două sau mai multe culori sau  prin răsucirea, plierea, îndoirea și chiar tăierea acestora, se pot obține diferite forme, culori, modele.
În cazul în care culorile nu sunt bine amestecate, mozaicul odată creat va disparea și culorile se vor amesteca, creând o culoare nouă.